# Cathy O'Neil
Cathy O'Neil (1972) è una matematica e scrittrice statunitense, ha scritto il best seller del New York Times Armi di distruzione matematica e pubblica articoli di opinione su Bloomberg View. È stata nel movimento Occupy.

## Biografia
O'Neil ha studiato presso la UC Berkeley e ha ricevuto un dottorato di ricerca in matematica presso l'Università di Harvard nel 1999. Successivamente ha ricoperto incarichi nei dipartimenti di matematica del MIT e del Barnard College, svolgendo ricerche in geometria aritmetica. Dopo aver lasciato il mondo accademico nel 2007, ha lavorato per quattro anni nel settore finanziario, di cui due presso l'hedge fund DE Shaw. Dopo essere rimasta disincantata dal mondo della finanza, è stata nel movimento Occupy Wall Street.
È la fondatrice del blog mathbabe.org.
Il suo primo libro, Doing Data Science, è stato scritto con Rachel Schutt e pubblicato nel 2013. Nel 2014 ha lanciato il Lede Program in Data Journalism alla Columbia University.
Nel 2016 ha pubblicato il libro Armi di distruzione matematica, da tempo in lista per il National Book Award for Nonfiction ed è diventato un best seller del New York Times.
Attualmente fa parte del comitato consultivo della Harvard Data Science Review.
È una collaboratrice di Bloomberg View.

## Premi
Nel 1993 O'Neil ha ricevuto l'Alice T. Schafer Prize dall'Association for Women in Mathematics e nel 2019 ha vinto l'Euler Book Prize della Mathematical Association of America per il suo libro Armi di distruzione matematica.

## Vita privata
O'Neil vive a New York City con suo marito Aise Johan de Jong e i loro tre figli.

## Opere
- Con Rachel Schutt, Doing Data Science: Straight Talk from the Frontline (O'Reilly 2013, ISBN 1449358659)
- Essere uno scettico sui dati (O'Reilly Media 2013, ISBN 1491947233)
- Armi di distruzione matematica (Crown 2016, ISBN 0553418815)